# Ophiomaza
Ophiomaza is een geslacht van slangsterren uit de familie Ophiotrichidae. De wetenschappelijke naam van het geslacht werd in 1871 voorgesteld door Theodore Lyman. In de protoloog plaatste Lyman slechts de soort Ophiomaza cacaotica in het geslacht, waarmee die automatisch de typesoort werd.

## Soorten
- Ophiomaza cacaotica Lyman, 1871
- Ophiomaza caligata Koehler, 1930
- Ophiomaza cataphracta (Brock, 1888)
- Ophiomaza fusca Koehler, 1922
- Ophiomaza moerens Koehler, 1898